# Domaine royal de l'Ancien Empire égyptien
Le domaine royal jouait un rôle capital dans l'économie de l'Ancien Empire. L'administration royale de l'époque gérait un réseau de domaines, représentés symboliquement par des personnalisations féminines portant différents produits vers le roi, soulignant ainsi le rôle des domaines comme fournisseurs de l'administration royale.
La création de nouveaux domaines s'intensifie fortement durant le règne de Snéfrou car la construction des pyramides nécessite la collaboration du pays tout entier. Ainsi on trouve parfois dans les inscriptions funéraires des chefs de domaine (ḥqȝ ḥwt), qu'ils sont aussi « directeurs des villes nouvelles » sans toutefois refléter qu'un nouveau domaine corresponde à la création d'une ville nouvelle : dans le nome de l'Oryx, deux domaines, l'un appelé « Nourrice du roi Khoufou » (mnˁ.t Ḫwi=f-wi), l'autre « Nourrice de Snéfrou » (mnˁ.t Snfrw) correspondent probablement à la même ville rebaptisée par Khéops.
Pour entrevoir ce qu'était réellement un domaine royal, en prenant comme exemple un domaine situé à Éléphantine, on se fonde sur plusieurs considérations :
- l'ensemble des murs datant de la IIIe dynastie sont en briques de grande taille, caractéristique des constructions des bâtiments officiels ;
- le matériel de remplissage des murs contient de nombreux scellements, corroborant l'appartenance de la structure à une institution officielle ;
- la céramique, nombreuse bien que peu variée, est constituée majoritairement de moules à pain et de cruches à bières démontrant qu'à cet endroit vivait un grand nombre d'ouvriers occupés à extraire du granit destiné à la région memphite ;
- une pyramide miniature de la IIIe dynastie[3], suggérant que ce domaine comportait un lieu de culte royal.